# Ту-Гарборс (Міннесота)
Ту-Гарборс (англ. Two Harbors) — місто (англ. city) в США, в окрузі Лейк штату Міннесота. Населення — 3633 особи (2020).

## Географія
Ту-Гарборс розташований за координатами 47°1′49″ пн. ш. 91°40′30″ зх. д. / 47.03028° пн. ш. 91.67500° зх. д. (47.030185, -91.674973).  За даними Бюро перепису населення США в 2010 році місто мало площу 8,55 км², уся площа — суходіл.

## Демографія
Згідно з переписом 2010 року, у місті мешкало 3745 осіб у 1649 домогосподарствах у складі 951 родини. Густота населення становила 438 осіб/км².  Було 1799 помешкань (210/км²).
Расовий склад населення:
| - 97,2 % — білих - 0,6 % — корінних американців - 0,2 % — чорних або афроамериканців - 0,2 % — азіатів |

До двох чи більше рас належало 1,5 %. Частка іспаномовних становила 1,0 % від усіх жителів.
За віковим діапазоном населення розподілялося таким чином: 22,0 % — особи молодші 18 років, 56,9 % — особи у віці 18—64 років, 21,1 % — особи у віці 65 років та старші. Медіана віку мешканця становила 41,3 року. На 100 осіб жіночої статі у місті припадало 90,1 чоловіків;  на 100 жінок у віці від 18 років та старших — 88,6 чоловіків також старших 18 років.
Середній дохід на одне домашнє господарство  становив 49 144 долари США (медіана — 41 117), а середній дохід на одну сім'ю — 60 186 доларів (медіана — 49 823). Медіана доходів становила 42 287 доларів для чоловіків та 24 528 доларів для жінок. За межею бідності перебувало 17,8 % осіб, у тому числі 27,3 % дітей у віці до 18 років та 4,4 % осіб у віці 65 років та старших.
Цивільне працевлаштоване населення становило 1652 особи. Основні галузі зайнятості: освіта, охорона здоров'я та соціальна допомога — 24,8 %, мистецтво, розваги та відпочинок — 21,9 %, виробництво — 13,3 %, будівництво — 8,2 %.